# Benachinamardi, Gokak
Benachinamardi là một làng thuộc tehsil Gokak, huyện Belgaum, bang Karnataka, Ấn Độ.